# Gaston Gautier
Marie Clément Gaston Gautier, més conegut com a Gaston Gautier (Narbona, 10 d'abril de 1841 - Narbona, 7 d'octubre de 1911) fou un botànic i viticultor occità.
Germà del bioquímic i dietista Armand Gautier, estudià a un seminari d'on va marxar per cursar ciències naturals, mineralogia i geologia, especialitzant-se en botànica del Narbonès, el País de Foix, la Catalunya del Nord i el Principat i, molt especialment, de les Corberes. L'any 1898 publicà el Catalogue raisonné de la flore des Pyrénées-Orientales, i en col·laboració amb Casimir Arvet-Touvet, dos estudis sobre el gènere de plantes herbàcies perennes, Hieracium nouveaux pour la France ou pour l'Espagne el 1905, i Hieraciotheca Gallica et Hispanica. Table des espèces, variétés et synonymes du genre Hieracium, el 1910, en les quals, bona part de les espècies estudiades corresponen a formes catalanes, i també publicà un Catalogue de la flore des Corbières (1912-13). L'herbari recollit en el temps per Gautier i posteriorment adquirit pel botànic nord-americà Hernan Knoche, es conserva actualment a la Universitat Stanford.